# Teodicea (Leibniz)
Saggi di teodicea sulla bontà di Dio, la libertà dell'uomo e l'origine del male (in francese Essais de Théodicée sur la bonté de Dieu, la liberté de l'homme et l'origine du mal, più semplicemente conosciuta come Théodicée) è un libro del filosofo tedesco Gottfried Wilhelm von Leibniz. Pubblicata nel 1710, l'opera ha introdotto il termine "teodicea", e il suo approccio ottimistico al problema del male si pensa abbia ispirato, sebbene in modo satirico, il Candido di Voltaire. Gran parte dell'opera consiste in una risposta alle idee del filosofo francese Pierre Bayle, e si basa sulla conversazione dell'autore con Sofia Carlotta di Hannover, con cui Leibniz intrattenne un dibattito per molti anni.
La Théodicée è stato l'unico libro che Leibniz pubblicò durante la sua vita; l'altro suo libro, Nuovi saggi sull'intelletto umano, fu pubblicato solo dopo la sua morte, nel 1765.